# سابادکیدیوش
سابادکیدْیوش (به مجاری:  Szabadkígyós) یک منطقهٔ مسکونی در مجارستان است که در ناحیه بکش‌چابا واقع شده‌است و ۴۵٫۵۶ کیلومتر مربع مساحت و ۲٬۴۳۴ نفر جمعیت دارد.